# Scipion-Joseph-Alexandre de Villeneuve-Tourrettes
Scipion-Joseph-Alexandre de Villeneuve-Tourrettes, « chevalier du Caire », né le 21 octobre 1743 au château de Tourrettes-sur-Loup, est un général et contre-révolutionnaire français.

## Biographie
Scipion-Joseph-Alexandre de Villeneuve-Tourrettes est le huitième enfant de Scipion-Joseph de Villeneuve, marquis de Tourette, seigneur de Saint-Jamet-le-Caire, etc., et de Marie de Raimond-d'Eoulx. Suivant la carrière des armes, il rentre comme enseigne au régiment de Béarn en 1758 et passe lieutenant l'année suivante. Promu capitaine en 1773, major en 1777, il est fait chevalier de l'ordre de Saint-Louis en 1781. Lieutenant-colonel en 1783, puis colonel commandant le régiment d'Artois en 1791, Villeneuve-Tourette prend sa retraite comme maréchal de camp l'année suivante pour ne pas servir plus le nouveau régime. 
Royaliste affirmé, Villeneuve-Tourettes est appelé, lors des soulèvements fédéralistes en 1793, en tant que général à prendre la tête de l'Armée départementale des Bouches-du-Rhône (avec comme adjoints les commissaires civils Pierre Laugier, Vence, Rampal fils et Michel d'Eyguières) contre les troupes de la Convention nationale commandées par le général Carteaux. Il la réorganise et connait rapidement plusieurs succès. Forte de six mille hommes et de pièces d'artillerie, ses troupes prennent Avignon et Orange. Alors qu'elles se dirigent vers le point de ralliement Pont-Saint-Esprit, jusqu'alors tenu par les fédérés du Gard, ceux-ci capitulent devant le général Carteaux, les contraignant à retourner sur Avignon. Carteaux, avec le concours du lieutenant d'artillerie Bonaparte, prend la ville, forçant l'armée départementale à se disperser. Réussissant à réorganiser ses troupes, il perd cependant de nouveau face à Carteaux, qui reprend Lambesc et Salon-de-Provence et menace Marseille, qui finit par capituler.
Villeneuve-Tourettes gagne par la suite Toulon et prend part à la défense de cette ville. 
Sa réfugiant ensuite sur les vaisseaux espagnols, il rejoint Carthagène et est nommé colonel au service du roi d'Espagne, avec « l'ordre d'enrôler les émigrés de Toulon qui désiraient combattre encore la Révolution, dans les rangs de l'armée espagnole ». Il avait formé deux compagnies de cent hommes, dont le commandement fut confié respectivement au marquis de Castellane et au chevalier d'Éguille, lorsqu'il mourut.

### Sources et bibliographie
- Oscar Havard, Histoire de la Révolution dans les ports de guerre. Toulon, 1911-1913
- Georges Guibal, Le mouvement fédéraliste en Provence en 1793, Paris, Plon-Nourrit, 1908
- Jacques Godechot,  La Contre-révolution. Doctrine et action. 1789-1804, PUF, 1984
- Paul Masson, Les Bouches-du-Rhône: encyclopédie départementale, Archives départementales des Bouches-du-Rhône, 1937
- Joseph-Étienne Michel, Histoire de l'armée départementale des Bouches-du-Rhône, de l'entrée des escadres des puissances coalisées dans Toulon et de leur sortie de cette place ; précédé d'une introduction sur l'origine des troubles du Midi, sur leur durée, et les moyens de les faire cesser, Du Pont (Paris), 1797